# عضله کریکوتیروئید
عضله کریکوتیروئید (انگلیسی: Cricothyroid muscle) تنها عضله کِشنده حنجره است که در آواسازی نقش دارد. عصب‌رسانی آن توسط عصب حنجره‌ای فوقانی انجام می‌شود. عملکرد آن موجب می‌شود غضروف تیروئید به جلو خم شود و پرده‌های صوتی کشیده شوند، در نتیجه زیروبم صدا افزایش پیدا می‌کند.

## ساختار
عضله کریکوتیروئید عضله‌ای بادبزن-شکل است که در سطح خارجی حنجره قرار گرفته.

### منشأ
عضله کریکوتیروئید از سطح قدامی کناری غضروف کریکوئید منشأ گرفته.

### اتصال
عضله کریکوتیروئید به دو گروه تقسیم می‌شود. بخش مایل در جهت خلفی کناری مسیر خودش را تا شاخ غضروف تیروئید طی می‌کند. بخش مستقیم در جهت خلفی فوقانی مسیر خودش را تا لبه تحتانی غضروف تیروئید طی کرده‌است.

### عصب‌رسانی
عضله کریکوتیروئید توسط شاخه خارجی عصب حنجره‌ای فوقانی (شاخه‌ای از عصب واگ) عصب‌دهی می‌شود که تنها عضله حنجره است که با توسط این شاخه عصب‌رسانی شده.

## عملکرد
موجب انقباض تارهای صوتی می‌شود در نتیجه زیروبم صدا را افزایش می‌دهد. عملکرد این عضله در نقش آنتاگونیست عضله کریکوآریتنوئید خلفی به‌شمار می‌رود.

## نگارخانه

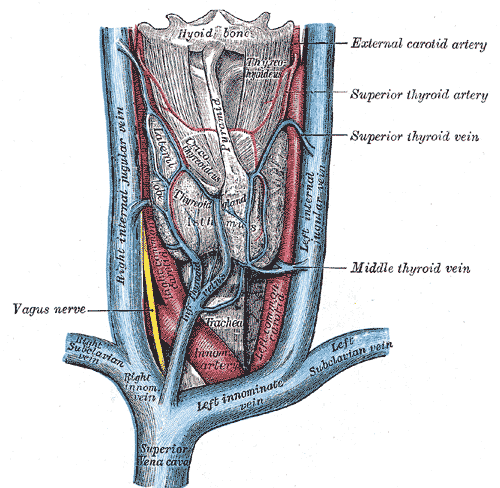
وریدهای غده تیروئید.
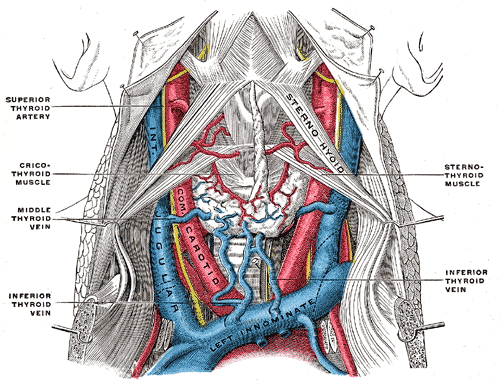
فاسیا و وریدهای میانی تیروئید.
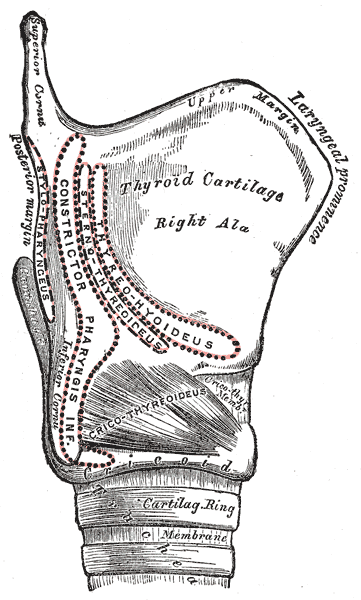
نمای کناری حنجره که اتصالات عضلات را نشان می‌دهد.